# Armin Baumgartner (Schriftsteller)
Armin Baumgartner (* 30. Jänner 1968 in Neunkirchen, Niederösterreich) ist ein österreichischer Schriftsteller und Mitglied der Grazer Autorenversammlung, des Literaturkreises Podium und stv. Vorsitzender von Österreichischer Schriftsteller/innenverband.

## Leben
Armin Baumgartner studierte Philosophie und Publizistik. Danach arbeitete er als Techniker bei Film und Fernsehen. 1999 begründete er den Literarischen Sonntag, eine Leseplattform für zeitgenössische Literatur, die er bis 2004 betrieben hat. Heute lebt und arbeitet er als Schriftsteller und Korrektor in Wien.

## Auszeichnungen (Auswahl)
- Dramatikerstipendium Luaga und Losna 2001
- 3. Preis beim Wiener Werkstattpreis 2003
- 1. Preis beim Literaturwettbewerb Goldene Margerite 2004
- Alois-Vogel-Literaturpreis 2014[1]

## Werke
- Brammer sieht Schwarz und sie lesen etwas. Stück. Wien: Triton, 2002. ISBN 3-85486-152-4
- 96: das fremde buch in mir. Wien: Edition Uhudla. Tri/TOn, 2006. ISBN 3-901561-67-6
- Die Wucht des Banalen. Miniaturen. Kitab Verlag, Klagenfurt 2012. ISBN 978-3-902585-96-7
- Almabtreibung. Roman. Kitab Verlag, Klagenfurt 2014. ISBN 978-3-902878-32-8
- Knappe Titel. Ein Dialog in Lyrik und Prosa von Armin Baumgartner und Rudolf Kraus. Wien: Verlagshaus Hernals, 2021. ISBN 978-3-903442-03-0
- Klopfzeichen aus der Vergangenheit. Erzählungen und Kurzprosa. Wien: Verlagshaus Hernals, 2024. ISBN 978-3-903442-40-5